# Surfovanje
Surfovanje je površinski vodeni sport, koji spada u ekstremne sportove koji je u poslednjih par decenija doživeo veliku ekspanziju. Talasi i posebna daska sa izuzetnim plovnim svojstvima zahvaljujući kojoj je omogućeno održavanje na površini vode, osnovni su detalji za ovaj vid sportske zabave. Opremu predstavlja posebno dizajnirana daska, vezicom zakačena za članak noge surfera. Vezica je zadužena za sprečavanje gubljenja daske u momentima kada surfer usled gubitka ravnoteže završi u vodi. Za manevarske sposobnosti daske i njenu upravljivost zadužen je bočni luk, kojim je surfer useca u talase, a upravljivost obezbeĎuju peraja sa donjeg dela krme.
Talasi pogodni za surfovanje su prvenstveno u okeanu, ali se mogu naći u jezerima ili rekama. Međutim, surferi mogu da koriste veštačke talase, kao što su oni koji nastaju usled brodova i talasi nastali u veštačkim bazenima. Surfovanje se deli na dve osnovne vrste prema dizajnu daske za surf: longbording (енгл. longboarding) i šortbording (енгл. shortboarding)
Tokom zimske sezone na severnoj hemisferi, Severna obala Oahua, trećeg po veličini ostrva Havaja, poznata je po nekim od najboljih talasa na svetu. Surferi iz celog sveta hrle u brejkove kao što su Bakdor, Vajmija Bej i Pajplajn. Međutim, ima mnogo drugih popularnih mesta za surfovanje širom sveta: Teahupo, koji se nalazi na obali Tahitija; Mavriks, Kalifornija, Sjedinjene Države; Klaudbrejk, ostrvo Tavarua, Fidži; Superbank, Zlatna obala, Australija.
Međunarodni olimpijski komitet (MOK) je 2016. godine dodao surfovanje kao olimpijski sport u kome su počela takmičenja na Letnjim olimpijskim igrama 2020. u Japanu. Prve zlatne medalje na surfovanju Tokio 2020. osvojili su Brazilac Italo Fereira i Amerikanka sa Havaja Karisa Mur.

## Istorija i razvoj
Surfovanje je jedan od najstarijih sportova na planeti. Jahanje na talasima je nastalo u zapadnoj Polineziji pre tri hiljade godina. Prvi surferi su bili ribari koji su otkrili vožnju na talasima kao efikasan metod dolaska na obalu sa svojim ulovom. Na kraju uhvatiti talase se razvijalo do toga da da nakon svakodnevnog posla bude razonoda. Ova promena je pokrenula revoluciju surfovanja. Ne postoji tačan zapis o tome kada je surfovanje postalo sport. Poznato je da su tokom 15. veka, kraljevi, kraljice i ljudi iz Sendvič ostrva bili veliki u sportu “he’enalu” ili kliznih talasa. Rani istorijski zapisi o surfovanja pojavljuju se krajem 1700 god., kada su Evropljani i Polinežani napravili prvi kontakt na Tahitiju. Navigator Kapetan Džejms Kuk je opisao kako je Tahiti uhvatio talase svojim kanuom samo iz zabave. Prvi Polinežani doseljenici su došli na Havaje veoma vešto jašući talase tj. surfovanjem i na taj način je to postao glavni i veoma poznat sport na Havajima. Oni su razvili svoje molitve, Upravni odbor koji oblikuju, drvo i plaže gde bi se okupila grupa talentovanih surfera koji bi vežbali bez ikakvog straha za svoj život. Njima je to bilo uživanje. Za surfbord (енгл. surf board) tj. dasku za surfovanje su se koristile tri vrste drveća. Nakon što bi izvadili drvo koje bi koristili, u rupi gde je bio koren drveta su zakopavali ribu kao žrtvu za isečeno drvo.
Postojala su četiri osnovna tipa daski koje su se koristila u drevnim Havajima:
- Paipo ili kioe, od dužine 2-4 metra, koje se obično koriste za decu.
- Alaia (Ah-lai-Ah) ili Omo (O-MO), daska srednje veličine, oko 8 metara ili duže.
- Kiko, veći od Alaia, između 12 i 18 metara; dobra za zahtevno surfovanje, i zahteva visok nivo veštine za rukovanje.
- Olo (O-Lo), veoma duga daska za surfovanje rezervisana za plemstvo, koje bi mogle biti sve dok 18-do-24 metra dužine.[5]

Džordž Fret (енгл. George Freeth, 8 novembar 1883 - 7. april 1919) naziva se "ocem modernog surfovanja". Godine 1907., barona Henri D. Hantington je doneo drevnu veštinu surfovanja na kalifornijsku obalu. Dok je bio na odmoru, Hantington je video havajske surfere. Tražio je način kako bi namamio posetioce na područje Redondo Biča (енгл. Redondo Beach), gde je investirao u nekretnine, te je angažovao mladog Havajca da surfuje, tako je oživeo surfovanje. U početku je imao malo uspeha sa daskom od 16 metara od tvrdog drveta, koja se koristila u to vreme, te je on te daske prepolovio i stvorio današnju dasku za surfovanje. Godine 1975, počela su profesionalna takmičenja. Te godine Margo Oberg, postala je prva žena profesionalni surfer.
Sa Zapadno Američke obale, surf je brzo došao do Evrope godinu dana kasnije osnovana je IBSA, prva velika međunarodna organizacija jedrenja na dasci. Sport je zvanično postao olimpijska disciplina na Olimpijadi u Los Anđelesu 1984. godine. Na razvoj sporta, koji je omasovljen sredinom sedamdesetih godina prošlog veka, dosta su uticali proizvođači opreme koji su iz godine u godinu pratili nove tehnologije trudeći se da osavremene opremu.

## Kultura surfovanja
Surf predstavlja kulturu zasnovanu na jahanju talasa. Određena grupi ljudi praktikuje surf kao rekreativni sport, postoje ljudi kojima je surfovanje glavni fokus u životu. Kultura surfovanja najdominantnija je na Havajima i Kaliforniji, ove dve države nude najbolje uslove za surfovanje. Ovaj sport je takođe važan deo subkulture istočne obale Australije, posebno u Novom Južnom Velsu, gde su vremenski i vodeni uslovi povoljni za surfovanje. Određeni broj surfera gradi karijeru sklapajući sponzorske ugovore sa sa fotografima i videografima, nastupajući na atraktivnim lokacijama. Nazivaju se slobodnim surferima.
Surf kao sport sada predstavlja industriju koja vredi više milijardi dolara, posebno u odeći i modnom tržištu. Svetska surf liga predstavlja glavno takmičenje u surfu, okuplja najbolje takmičare na najatraktivnijim lokacijama.
Mnogi surferi tvrde da imaju duhovnu vezu sa okeanom, opisujući surfovanje kao vrstu duhovnog iskustva i religije.

## Tehnika surfovanja
Stojeće surfovanje počinje kada surfer vesla prema obali u pokušaju da odgovara na brzinu talasa. Kada talas počinje da nosi surfera napred, surfer ustane i nastavlja da "vozi" talas. Osnovna ideja je da se postavi daska tako da je samo ispred talasa ivični deo. Najveći problem za početnike jeste da uhvate talas.

Veština surfera se testiraju kontrolisanjem daske u teškim uslovima, jahanjem izazovnih talasa i manevrisanju, kao što su jaka skretanja, smanjene potrošnje (okretanje daske u trenutku lomljenja talasa) i jahanje više uzastopnih talasa.
Krajnji manevar u surfovanju se naziva Cev vožnja (енгл. The tube ride). Ukoliko su uslovi idealni, talas će se prelomiti na pravilan način od sredine do ramena, omogućavajući iskusnom surferu da se pozicionira unutar talasa, poznato kao "razbijanje". Gledano od obale, surfer se gubi iz vida kada se talas lomi preko glave vozača. Što duže surfer ostaje u talasu to se smatra uspešnijom vožnjom.

## Učenje
Mnoge popularne surf destinacije imaju surf škole i kampove koje nude lekcije iz surfovanja, koje se baziraju na osnovnim principima učenja. Većina lekcija počinju sa upoznavanjem bezbednosnih mera, a zatim instruktor pomaže učenicima na softbordu. Ova daska je namenjena učenju zbog svoje sigurnosti, brzine i stabilnosti. Instrukcije za surfovanje se najbolje izvode u situacijama jedan na jedan, ali mogu se odvijati i u grupnom okruženju. Najpopularnije lokacije za surfovanje predstavljaju idealna mesta za početnike, a kao adekvatni uslovi za nove surfere smatraju se mali talasi. Kada je moguće, peščano morsko dno je sigurnije.
Ponavljanje veslanja, iskakanja i balansiranja zahteva izdržljivost, eksplozivnost i stabilno telo. Pravilna rutina zagrevanja može pomoći u prevenciji povreda.

## Opasnosti i prevencija
Specifične vremenske prilike i poznavanje tehnike surfovanja. Pre nego što se odluči na odlazak na talase trebalo bi proći obuku surfovanja koja će pomoći da se izbegnu povrede koje nastaju nepravilnom tehnikom. Posle naučenih osnova surfovanja uz pomoć iskusnijeg surfera kupiti dasku za surfovanje prema individualnim sposobnostima, jer ukoliko se kupi daska koja ne odgovara individualnim sposobnostima veća je verovatnoća doći do pada, a samim tim i do povređivanja. Neke od povreda i opasnosti od surfovanja su utapanje, mikroorganizmi, sudari, morsko dno, oštećenja uha, oštećenja oka, povrede kičmene moždine.
Kao vid prevencije, poželjno je:
- Koristiti sredstvo za sunčanje, kao i zaštitu za glavu.
- Hidratacija pre aktivnosti je veoma bitna jer surfovanje uključuje veliki broj mišića i dolazi do brzog zamaranja i gubitka tečnosti iz organizma, što vodi ka smanjenju fizičkih sposobnosti.
- Poznavati pravila surfovanja.
- Nositi serum protiv alergije na alge, ili meduze.
- Proveriti dubinu i strukturu dna (pesak, kamen, korali) i tako sprečiti povrede koje bi nastale padom u plitku vodu.
- Naučiti “čitanje” talasa koji nadolaze je jedna od najbitnijih stvari za uspešno surfovanje, jer poznavanjem talasa koji nadolaze surfer se unapred priprema za manevar koji će izvesti i time smanjuje mogućnost od iznenađenja i pada.
- Nositi neoprensko odelo koje štiti surfera od gubitka telesne temperature i upadanje u stanje hipotermije.

### Za vreme aktivnosti
- Surfovati između zastava koje ograničavaju prostor dozvoljen za surfovanje. Možda i najbitniji detalj prevencije povređivanja u toku aktivnosti, jer ukoliko se surfuje van obeleženog prostora, ne postoji mogućnost da spasioci pruže pomoć posle nesreće.
- Surfovati najmanje u paru. Još jedno “zlatno” pravilo kod ekstremnih aktivnosti navodi, jer je partner taj koji će prvi priteći u pomoć ukoliko dođe do nezgode.
- Poštovati pravila - ako je neko već “na talasu”, ne “hvatati” isti talas, već treba sačekati svoj red. Time se izbegavaju sudari i poštuju se pravila surfovanja.
- Izbegavati blizinu stena koje mogu biti opasne pri padu sa daske.
- Ne okretati leđa okeanu, jer je potrebna što veća preglednost nadolazećih talasa.
- Ne skakati sa daske u trenutku pada - konopac povlači dasku koja može udariti surfera u glavu ili drugi deo tela, nakon čega može doći do gubitka svesti i utapanja. Oštri delovi daske veoma su opasni!
- Pogledati oko sebe pre pada - možda neko nailazi ili je tuđa daska u vazduhu pa postoji mogućnost da povredi surfera prilikom pada.
- Ako dođe do pada treba pažljivo izroniti jer postoji opasnost od pada daske.
- Ukoliko se upadne u podvodne struje ne treba plivati pravo prema obali, već 45 ili 90 stepeni u odnosu na obalu, dok se ne izađe iz procepa.
- Ne preterivati, surfovanje uključuje mišiće koji se obično ne koriste u velikoj meri tokom drugih aktivnosti. Preterivanje dovodi do pada koncentracije i umora, a to su povoljni uslovi za povređivanje.
- U slučaju opasnosti ne paničiti - strah je zdrav, panika nije i neće pomoći pri rešavanju problema. U slučaju opasnosti najbolje je ostati smiren i podići ruke visoko kako bi spasilac primetio da je potrebna pomoć.

### Po završetku aktivnosti
Po završetku aktivnosti potrebna je rehidratacija, kao i nadoknada izgubljenih minerala i energije. Kao što je pomenuto, surfovanje uključuje mišiće koji se prilikom drugih aktivnosti slabije aktiviraju, pa je potrebna postepena adaptacija na aktivnost. Odmor posle aktivnosti biće preventivna mera od povređivanja usled zamora. Analiza neprijatnih situacija pomoći će u osmišljavanju načina kako ih sledeći put izbeći.

## Surfovanje na Olimpijskim igrama
Surfovanje će svoj debi na Olimpijskim igrama imati 2020. godine u Tokiju.

## Destinacije za surfovanje
- Brizbejn, Australija

Australija ima puno sjajnih lokacija za obožavatelje surfovanja, a Brizbejn na istočnoj obali sjajno je mjesto za početak. Nojsa plaža (енгл. Noosa beach) je odlična plaža za početnike, ali i one koji već imaju iskustva u surfovanju, dok su plaže Pinkeba i Boulders prikladnije za iskusnije i hrabrije surfere.
- Njukej (енгл. Newquay), Ujedinjeno Kraljevstvo

Njukej je jedna od najomiljenijih morskih destinacija u Ujedinjenom Kraljevstvu. Poznate plaže Vatergejt (енгл. Watergate) i Fistral samo su neke od lokacija za surfovanje bilo da ste profesionalac, početnik ili samo uživate da posmatrate surfere u akciji. Poznati Boardmasters surf festival i takmičenje odvijaju se svake godine u avgustu i okupljaju neka od najvećih imena u svetu surfovanja.
- Lagos, Portugal

Ovaj istorijski grad uz obalu pokrajine Algrave idealan je za surfere zbog blizine odličnih plaža za surfovanje poput Meia Praia plaže koja ima sjajne valove za sportiste, bez obzira na iskustvo.
- Honolulu, Havaji

Na najvećem ostrvu Havaja, Oaho, nalazi se više od 100 lokacija za surfovanje. Ovaj sport je nekada bio rezervisan za pripadnike visokog društva na Havajskim ostrvima, a danas ga je gotovo nemoguće zaobići kada posetite ovu lokaciju jer se danas tamo smatra kraljem svih sportova. Uhvatite talase na Vaikiki plaži gde osim surfovanja možete naučiti jedan od trenutno brzorastućih sportova – veslanje, stojeći na dasci za surfanje.
- Malibu, SAD

Surfovanje je jedna od najčešćih opcija zabave u sunčanom kalifornijskom gradu. Malibu je raj za surfere, a okružen je savršenim lokacijama za surfovanje poput Surfrider, Zuma i plažama Malibu na kojima možete probati i druge sportove srodne surfovanju.

## Literatura
- Baron, Zach (15. 5. 2017). „At Home With the Best Surfer on the Planet”. GQ. Приступљено 11. 12. 2017.

## Spoljašnje veze
- „Surfer rides World Record 26.21 m (86 ft) wave”. Guinness World Records. 25. 5. 2022. Приступљено 22. 3. 2023.